# Hiroko Ishizu
Hiroko Ishizu, född 8 november 1956, är en japansk bågskytt. Hon deltog vid olympiska sommarspelen 1984.